# Kose (Kose)
Kose – miasteczko w Estonii, w prowinji Harju, stolica gminy Kose.